# Lista kreskówek z Kaczorem Donaldem

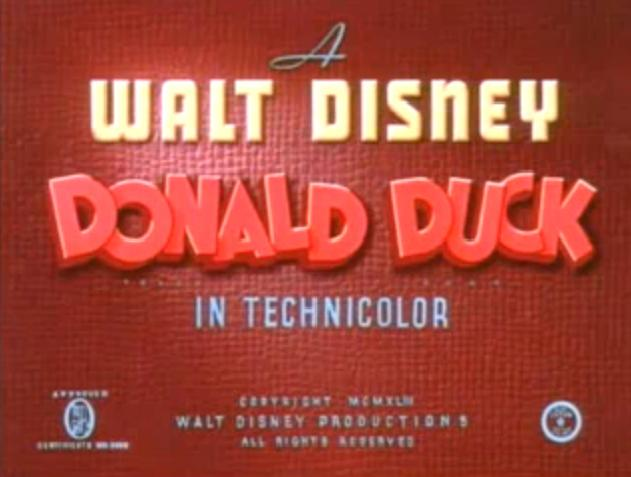
Kadr tytułowy z filmu propagandowego The Spirit of '43 o Kaczorze Donaldzie z 1942

Poniżej znajduje się lista kreskówek z Kaczorem Donaldem. Zawiera tytuły ułożone w kolejności chronologicznej.

## Kreskówki ze złotej epoki (1934-1961)
Uwaga: Niektóre kreskówki, które nie zostały jeszcze dubbingowane, zostały przetłumaczone na język polski przez polski portal filmowy Filmweb.pl. 

Uwaga: W przypadku wykonania więcej niż jednej polskiej wersji, tytuł nowszy podano po ukośniku.
Rok 1934:
- Mądra kurka (ang. The Wise Little Hen, 1934) – kolejna kreskówka z serii Silly Symphonies, w której Kaczor Donald pojawił się po raz pierwszy.
- Benefis dla sierot (ang. Orphan's Benefit)
- Złodziej psów (ang. The Dognapper)

Rok 1935:
- Koncert orkiestry dętej/Koncert (ang. The Band Concert)
- Stacja obsługi samochodów Myszki Miki/Warsztat samochodowy Mikiego (ang. Mickey’s Service Station)
- Straż pożarna Mikiego (ang. Mickey’s Fire Brigade)
- Na ślizgawce (ang. On Ice)

Rok 1936:
- Miki i jego drużyna polo (ang. Mickey’s Polo Team)
- Piknik (ang. Orphan's Picnic)
- Miki wystawia operę (ang. Mickey’s Grand Opera)
- Dzień przeprowadzki/Wyprowadzka (ang. Moving Day)
- Amatorzy górskiej wspinaczki (ang. Alpine Climbers)
- Cyrk Myszki Miki (ang. Mickey’s Circus)
- Donald i Pluto (ang. Donald & Pluto)

Rok 1937:
- Don Donald – pierwsza kreskówka z Kaczką Daisy, oraz z Kaczorem Donaldem w wersji solo
- Miki magikiem/Magik (ang. Magician Mickey)
- Łowcy łosi (ang. Moose Hunters)
- Koncert amatorów (ang. Mickey’s Amateurs)
- Nowoczesne wynalazki/Wynalazki (ang. Modern Inventions)
- Wakacje na Hawajach/Hawajskie wakacje (ang. Hawaiian Holiday)
- Konserwatorzy zegara/Czyściciele zegarów (ang. Clock Cleaners)
- Delikatna przesyłka (ang. Donald’s Ostrich)
- Przestraszone duchy (ang. Lonesome Ghosts)

Rok 1938:
- Samokontrola (ang. Self Control)
- Budowanie łodzi/Stoczniowcy (ang. Boat Builders)
- Lepsze Ja Donalda/Ten dobry Donald (ang. Donald’s Better Self)
- Siostrzeńcy Donalda (ang. Donald’s Nephews) – pierwsza kreskówka z udziałem Hyzia, Dyzia i Zyzia.
- W przyczepie Mikiego (ang. Mickey’s Trailer)
- Traperzy z północy (ang. Polar Trappers)
- Dzielne zuchy (ang. Good Scouts)
- Wielorybnicy (ang. The Whalers)
- Polowanie na lisa/Pogoń za lisem (ang. The Fox Hunt)
- Gra w golfa (ang. Donald’s Golf Game)
- Mother Goose Goes Hollywood (gościnnie)

Rok 1939:
- The Standard Parade (gościnnie)
- Szczęśliwy dzień Donalda (ang. Donald’s Lucky Day)
- Mistrz hokeja (ang. The Hockey Champ)
- Kuzyn Kaczora Donalda/Kuzyn Gus (ang. Donald’s Cousin Gus)
- Piknik na plaży (ang. Beach Picnic)
- Morscy skauci/Wilki morskie (ang. Sea Scouts)
- Pingwin Kaczora Donalda/Pingwin Donalda (ang. Donald’s Penguin)
- Łowca autografów (ang. The Autograph Hound)
- Donald na służbie (ang. Officer Duck)

Rok 1940:
- Nitownica (ang. The Riveter)
- Myjnia dla psów (ang. Donald’s Dog Laundry)
- Akcja ratunkowa (ang. Tugboat Mickey)
- Niebezpieczne zajęcie (ang. Billposters)
- Pan Kaczor ma randkę (ang. Mr. Duck Steps Out)
- Kłopoty to ich specjalność (ang. Put-Put Troubles)
- Wakacje Donalda (ang. Donald’s Vacation)
- The Volunteer Worker
- Czyściciele okien/Mycie okien (ang. Window Cleaners)
- Główny strażak (ang. Fire Chief)

Rok 1941:
- Drewno (ang. Timber)
- Złote jajka (ang. Golden Eggs)
- Uśmiech za grosik/Zabawa za centa (ang. A Good Time for a Dime)
- Piękne czasy pradziadków (ang. The Nifty Nineties) (gościnnie)
- Wcześniej do łóżka położę się/Budzik (ang. Early to Bed)
- Donald stróż porządku/Wagary (ang. Truant Officer Donald)
- Benefis dla sierot/Na rzecz sierot (ang. Orphan's Benefit) – nowa wersja
- Stary MacDonald (ang. Old MacDonald Duck)
- Polowanie z aparatem (ang. Donald’s Camera)
- Donald kucharzem (ang. Chef Donald)

Rok 1942:
- Donald’s Decision
- All Together
- Wiejska kuźnia (ang. The Village Smithy)
- The New Spirit
- Miki obchodzi urodziny (ang. Mickey’s Birthday Party)
- Godzina symfonii (ang. Symphony Hour)
- Śnieżna bitwa (ang. Donald’s Snow Fight)
- Donald idzie do wojska (ang. Donald Gets Drafted)
- Ogród Donalda (ang. Donald’s Garden)
- Kopalnia złota (ang. Donald’s Gold Mine)
- The Vanishing Private
- Donald spadochroniarzem (ang. Sky Trooper)
- Donald chłopiec hotelowy/Chłopiec hotelowy (ang. Bellboy Donald)

Rok 1943:
- Twarz Fuhrera (ang. Der Fuehrer’s Face) – nagrodzona Oscarem kreskówka z czasów II wojny światowej
- The Spirit of '43
- Kłopoty z oponą (ang. Donald’s Tire Trouble)
- Wyprawa Kaczora Donalda w góry Ameryki Południowej nad Jezioro Titicaca/Kaczor Donald w jeziorze Titicaca (ang. Donald Duck visits Lake Titicaca high in the mountains of South America) (fragment filmu Saludos Amigos)
- Aquarela do Brasil (fragment filmu Saludos Amigos)
- Latający gruchot (ang. The Flying Jalopy)
- Trudy służby (ang. Fall Out Fall In)
- Podstęp żołnierza (ang. The Old Army Game)
- Obrona przeciwlotnicza (ang. Home Defense)

Rok 1944:
- Nocne koncertowanie (ang. Trombone Trouble)
- Kaczor Donald i goryl (ang. Donald Duck and the Gorilla)
- Niezupełnie kondor/W gnieździe kondora (ang. Contrary Condor)
- Akcja specjalna Donalda (ang. Commando Duck)
- Jak wykorzystać plastik (ang. The Plastics Inventor)
- Wolny dzień Kaczora Donalda/Dzień wolny (ang. Donald’s Off Day)

Rok 1945:
- Obibok (ang. The Clock Watcher)
- Hipnoza (ang. The Eyes Have It)
- Przestępstwo Donalda/Zbrodnia ma kacze płetwy/Przestępstwo nie popłaca (ang. Donald’s Crime)
- Kłopoty z wyobraźnią (ang. Duck Pimples)
- Nici z żeglowania/Na wodzie (ang. No Sail)
- Uleczony kaczor/Denerwator (ang. Cured Duck)
- Stara sekwoja (ang. Old Sequoia)

Rok 1946:
- Sobowtór Donalda (ang. Donald’s Double Trouble)
- Świeżo malowane (ang. Wet Paint)
- Zima w Jukonie (ang. Dumb Bell of the Yukon)
- Latarnik/Latarnia morska (ang. Lighthouse Keeping)
- Kaczor Frank szuka cyrkowców (ang. Frank Duck Brings 'Em Back Alive)

Rok 1947:
- Postrzelony kaczor (ang. Straight Shooters)
- Lunatyk (ang. Sleepy Time Donald)
- Figlarz dżungli/Klaun w dżungli (ang. Clown of the Jungle)
- Problemy Donalda (ang. Donald’s Dilemma)
- Morderczy upał (ang. Crazy With The Heat)
- Żuk podróżnik/Żuk wędrownik (ang. Bootle Beetle)
- Dzikie, otwarte przestrzenie (ang. Wide Open Spaces)
- Miki i czarodziejska fasolka (ang. Mickey and the Beanstalk) – fragment filmu Fun and Fancy Free
- Nie ma to jak w domu (ang. Chip 'N' Dale) – kreskówka, w której Chip i Dale otrzymali imiona po raz pierwszy.

Rok 1948:
- Straszne skutki kapania (ang. Drip Dippy Donald)
- Porywający rytm samby (ang. Blame It On The Samba) (fragment filmu Melody Time)
- Tata Kaczor (ang. Daddy Duck)
- Wymarzony głos Donalda (ang. Donald’s Dream Voice)
- Proces Kaczora Donalda/Donald w sądzie (ang. The Trial of Donald Duck)
- Gorszy detektor/Dekoracje wnętrz (ang. Inferior Decorators)
- Zupa na stole (ang. Soup's On)
- Śniadanie dla trojga/Nieproszeni goście (ang. Three for Breakfast)
- Jedzonko dla mrówek (ang. Tea for Two Hundred)

Rok 1949:
- Urodziny Donalda/Wszystkiego najlepszego (ang. Donald’s Happy Birthday)
- Stare wygi (ang. Sea Salts)
- Zimowe zapasy (ang. Winter Storage)
- Zbieracz miodu/Miodowe żniwa (ang. Honey Harvester)
- Wszystko w skorupce/Twardy Donald do zgryzienia/Wielki orzech (ang. All in a Nutshell)
- Nie ma to jak w domu (ang. The Greener Yard)
- Wślizg do domu (ang. Slide, Donald, Slide)
- Niszczyciele zabawek/Orzechowa bitwa (ang. Toy Tinkers)

Rok 1950:
- Lew tu, lew tam/Lew grasant (ang. Lion Around)
- Szalejąc za Daisy (ang. Crazy Over Daisy)
- Klakson z przyczepą (ang. Trailer Horn)
- Kto kogo przechytrzy (ang. Hook, Lion & Sinker)
- Pszczoła na plaży (ang. Bee At The Beach)
- Przykra niespodzianka/Na gałęzi (ang. Out On A Limb)

Rok 1951:
- Kaczor frajer/Kowboj z miasta/Ranczo bez granic (ang. Dude Duck)
- Wiewiórki i kukurydza (ang. Corn Chips)
- Donald pilot oblatywacz/Donald oblatywacz (ang. Test Pilot Donald)
- Szczęśliwa liczba/Szczęśliwy numer (ang. Lucky Number)
- Nie ten wymiar (ang. Out of Scale)
- Donald i pszczoły/Zemsta jest słodka (ang. Bee On Guard)

Rok 1952:
- Ogryzek Donalda/Donald Ogryzek/Ogryzek (ang. Donald Applecore)
- Wspólnicy/Trzymajmy się razem (ang. Let's Stick Together)
- Wujek Donald i mrówki (ang. Uncle Donald’s Ants)
- Psikus albo fant/Słodycze albo psikus (ang. Trick or Treat)
- Choinka psa Pluto (ang. Pluto’s Christmas Tree) (gościnnie)

Rok 1953:
- Źródło wiecznej młodości (ang. Don's Fountain of Youth)
- Nowy sąsiad (ang. The New Neighbor)
- Odporny miś/Sezon łowiecki (ang. Rugged Bear)
- Zapracować na orzeszki/Praca za orzeszki (ang. Working for Peanuts)
- Kaczor na ringu (ang. Canvas Back Duck)

Rok 1954:
- Dziateczki słuchają rózeczki (ang. Spare The Rod)
- Pamiętnik Donalda/Dziennik Kaczora Donalda (ang. Donald’s Diary)
- Spotkanie ze smokiem/Straszny smok (ang. Dragon Around)
- Znoś to pogodnie/Piknik pod niedźwiedzią skałą (ang. Grin & Bear It)
- Latająca wiewiórka (ang. The Flying Squirrel)
- Kanionada (ang. Grand Canyonscope) – pierwsza kreskówka z Kaczorem Donaldem w panoramicznym formacie 16:9.

Rok 1955:
- Polowanie wzbronione (ang. No Hunting)
- Nie bardzo śpiący miś (ang. Bearly Asleep)
- Miś ma miód/Czyścioch (ang. Beezy Bear)
- Na drzewie/Walka o drzewo (ang. Up A Tree)

Rok 1956:
- Ahoj, żeglarze/Wilki morskie (ang. Chips Ahoy) – ostatnia kreskówka Disneya wyprodukowana przez RKO.
- Jak zdarzają się wypadki w domu/Jak mieć wypadek w domu (ang. How To Have An Accident In The Home)

Rok 1957:
- Cosmic Capers (pierwszy film edukacyjny Disneya) (gościnnie)
- Duck for Hire

Rok 1959:
- Donald w krainie Matemagii (ang. Donald in Mathmagic Land) – nominowany do Oscara animowany film edukacyjny Disneya.
- Jak mieć wypadek przy pracy (ang. How To Have An Accident At Work)

Rok 1961:
- Donald i koło (ang. Donald & The Wheel, 1961) (edukacyjna kreskówka)
- The Litterbug (1961) – ostatnia klasyczna kreskówka z Kaczorem Donaldem

Rok 1965:
- Steel & America (1965) – reklama z 1965 roku
- Donald’s Fire Survival Plan (1965) (edukacyjna kreskówka)

Rok 1968:
- Planificacion Familiar (1968)(edukacyjna kreskówka)

## Inne kreskówki
Lata 80. XX wieku:
- Opowieść wigilijna Myszki Miki (ang. Mickey’s Christmas Carol, 1983)

Lata 90. XX wieku:
- Książę i żebrak (ang. The Prince and the Pauper, 1990)

Początek XXI wieku:
- Arka Noego (ang. Noah's Ark, 2000) – fragment filmu Fantazja 2000.

## Pełnometrażowe filmy animowane
- O smoku, który nie chciał walczyć (ang. The Reluctant Dragon, 1941)
- Saludos Amigos (1942)
- Trzej Caballeros (ang. The Three Caballeros, 1945)
- Fun and Fancy Free (1947)
- Melody Time (1948)
- Kto wrobił królika Rogera? (ang. Who framed Roger Rabbit?, 1988) (gościnnie)
- Goofy na wakacjach (ang. A Goofy Movie, 1995) – gościnnie
- Mickey: Bajkowe święta (ang. Mickey’s Once Upon a Christmas, 1999)
- Fantazja 2000 (ang. Fantasia 2000, 2000)
- Magiczna gwiazdka Mikiego: Zasypani w Café Myszka (ang. Mickey’s Magical Christmas: Snowed in at the House of Mouse, 2001)
- Cafe Myszka - Cafe Szwarc (ang. Mickey’s House of Villains, 2002)
- Mickey, Donald, Goofy: Trzej muszkieterowie (ang. Mickey, Donald & Goofy: The Three Musketeers, 2004)
- Mickey: Bardziej bajkowe święta (ang. Mickey’s Twice Upon a Christmas, 2004)

## Seriale animowane
- Klasyka Disneya
- Klub Myszki Miki
- Myszka Miki i Kaczor Donald zapraszają na film (1981-1988)
- Przygody Myszki Miki i Kaczora Donalda (1982-1993)
- Miki i Donald przedstawiają Goofy’ego sportowca (1983–1987)
- Kaczor Donald przedstawia (1983−1988)
- Kacze opowieści (1987–1990) (tylko w 8 odcinkach pierwszej serii)
- Szmergiel (1993–1995) (gościnnie)
- Myszka Miki i przyjaciele (1994–1995)
- Kacza paczka (1996–1997)
- Produkcje Myszki Miki (1999–2001)
- Café Myszka (2001–2003)
- Klub przyjaciół Myszki Miki (2006–2016)
- Teraz Miki (2009−2013)
- Butik Minnie (2011–2016)
- Myszka Miki (2013–2019)
- Miki i raźni rajdowcy/Myszka Miki: Zamieszani w przygody (2017-obecnie)
- Kacze opowieści (2017–2021)
- Legend of The Three Caballeros (2018)
- Cudowny świat Mikiego (2020-obecnie)